# Шенджин
Шенджин (Shëngjin МФА: [ʃənˈɟin], албанською св. Іоан, тур. Şingin, італ. San Giovanni di Medua) — прибережне місто та колишній муніципалітет у Лежа на північному заході Албанії. Під час реформи місцевого самоврядування 2015 року воно стало підрозділом муніципалітету Лежа. Населення за переписом 2011 року становило 8091 осіб. Шенджин є зростаючим туристичним містом, добре відомим своїми пляжами.

## Історія
Район Шенджин є місцем стародавньої гавані Німфей на узбережжі Іллірії, за три милі на північ від Лежа. В околицях Шенджина Скандербег встановив Лігу Лежі, яка об'єднала албанських князів у боротьбі проти Османської імперії в 15 столітті. Скендербег визнаний національним героєм за його зусилля об'єднати регіон проти турків.
Берегова лінія Шенджіна була цінним активом цієї області протягом тисячі років. Місто діяло як головний порт внутрішнього міста Шкодер. Було неодноразово окуповане та атаковане венеційцями під час їх численних війн з турками-османами. До Першої світової війни Австро-Угорщина підтримувала консульство для обслуговування інтересів малого бізнесу в регіоні.
Місто було відоме під назвою Şingin в османський період. Було лояльним до османів під час повстання албанців 1911 року завдяки присутності турецьких солдатів у фортеці Скутарі. Було захоплене сербською та чорногорською арміями в листопаді 1912 року, коли остання взяла Скутарі в облогу. Чорногорія претендувала на Шенджин. Сербія зайняла місто влітку 1915 року і утримувала його до вигнання наступаючою австро-угорською армією в січні 1916 року. Австрійці евакуювались у листопаді 1918 р., і на кілька місяців їх замінили італійські війська, поки не було врегульовано кордон з новою державою Югославією.
У 1924 р. уряд Албанії перейменував Шенджин у Вілсона на честь американського президента Вудро Вільсона за підтримку незалежності Албанії в 1919 р. У квітні 1939 р. Італійська армія висадилася в Шенджіні, щоб окупувати Скутарі та північну Албанію. Назва міста була офіційно змінена на старий італійський Сан Джованні ді Медуа під час Другої світової війни. Після війни назва міста знову повернулася до Шенджин.

## Природа
Біля міста розташований природній заповідник Куне-Вайн-Тале.

## Галерея

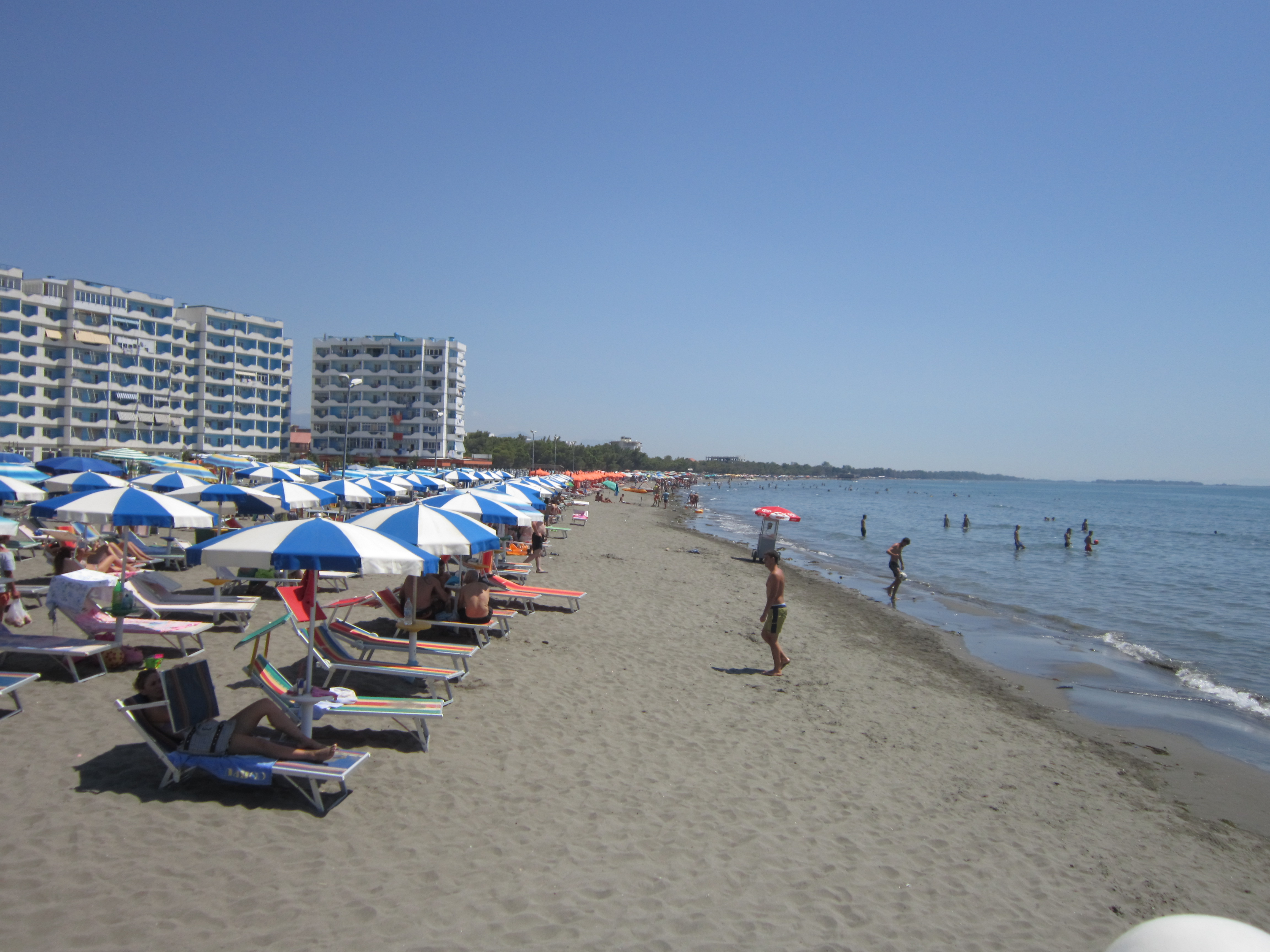
Пляж
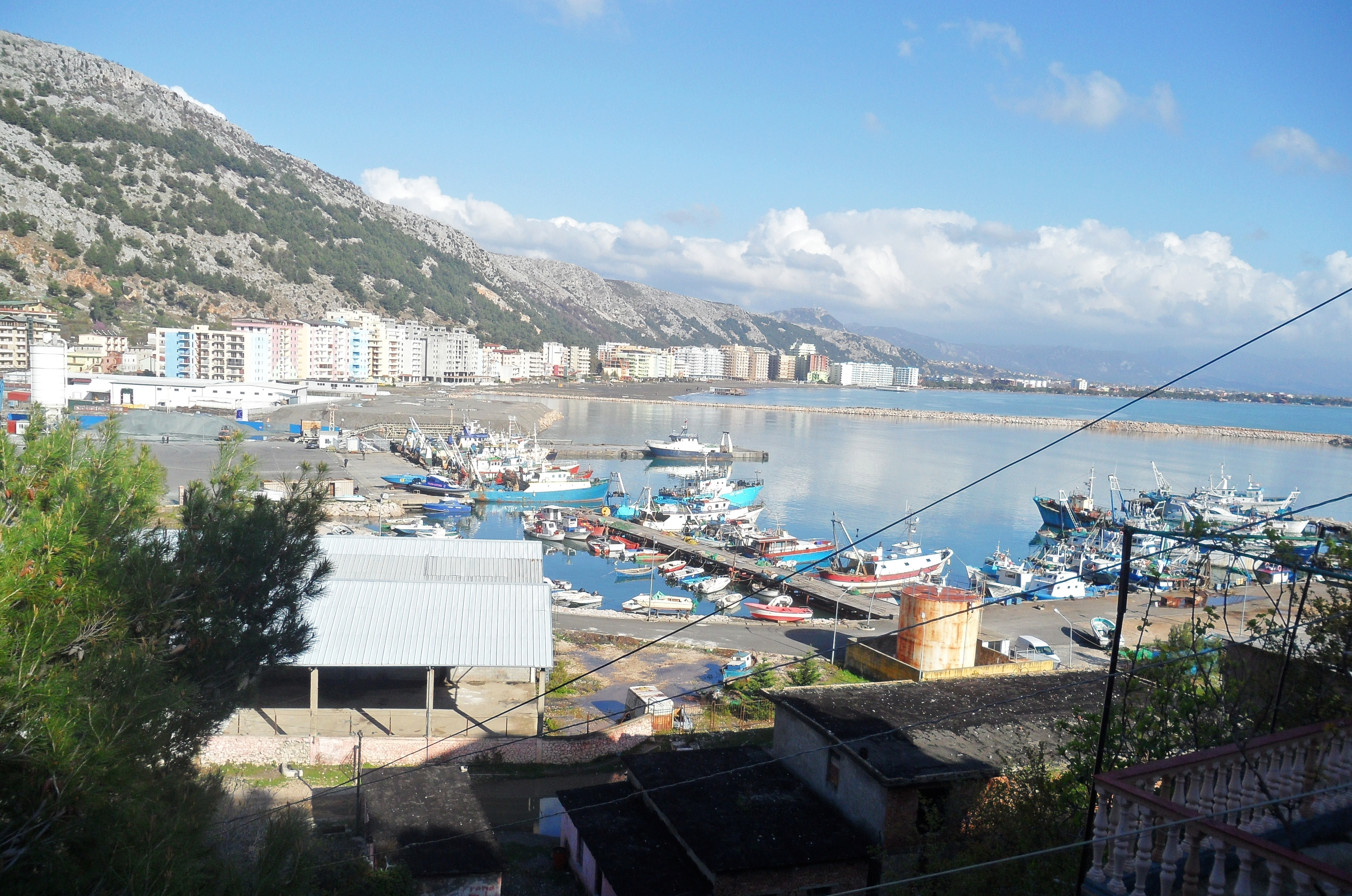
Вид на місто
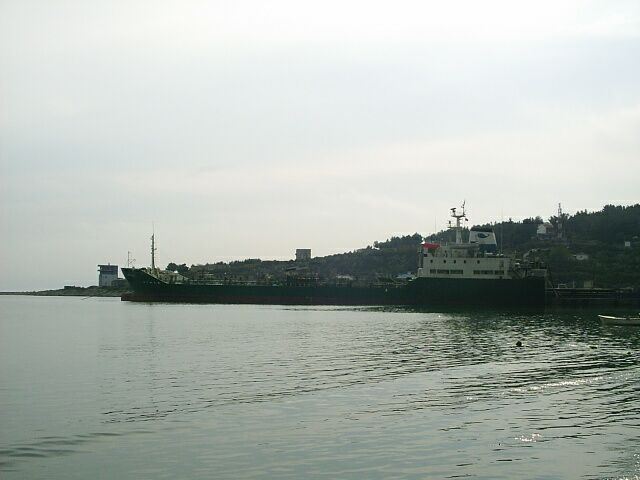
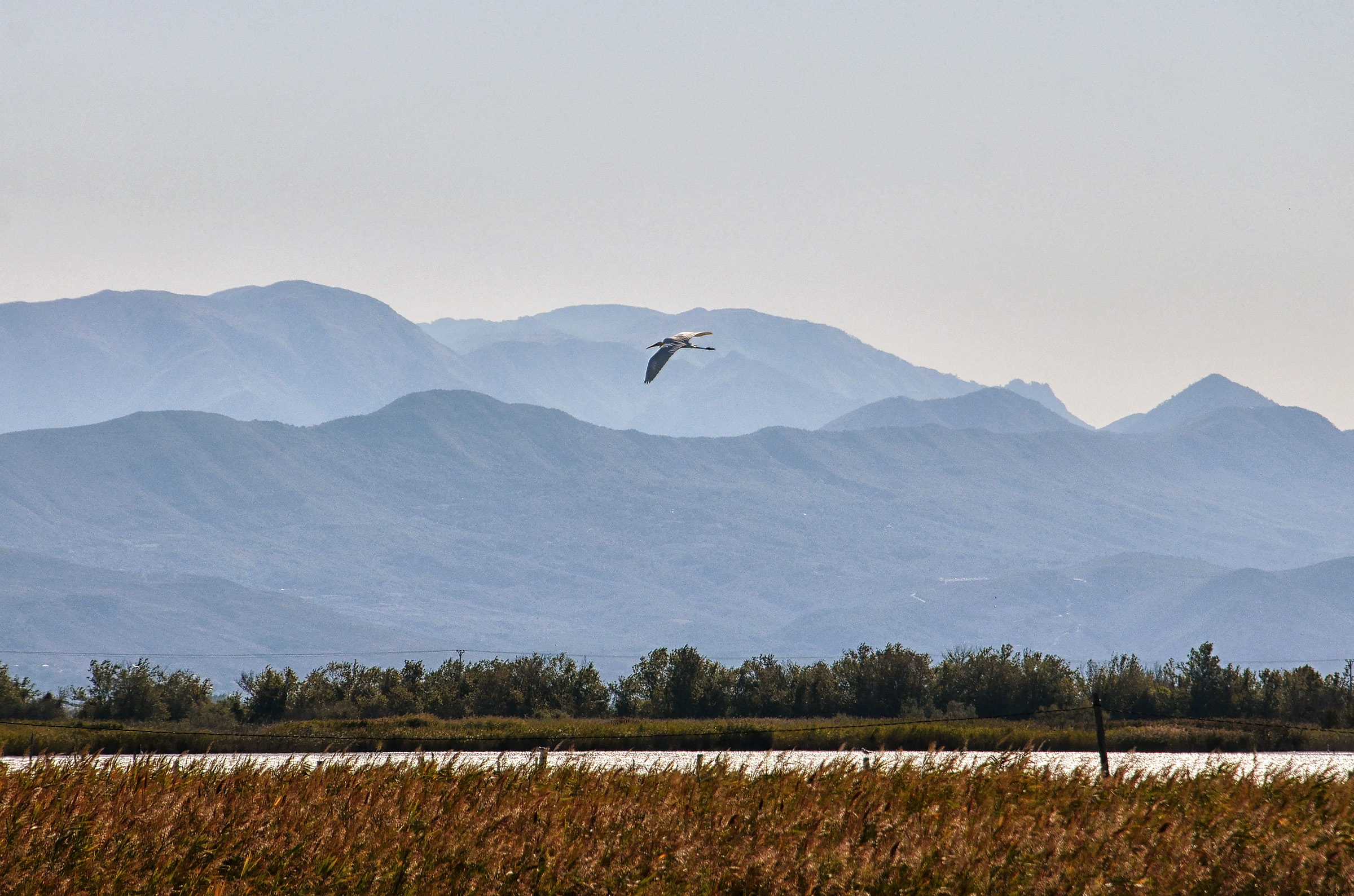
Куне-Вайн-Тале (природній заповідник)